# سكرينة رفيعة
سكرينة رفيعة (الاسم العلمي:Saccharina angustata) هي نوع من الطلائعيات تتبع جنس السكرينة من الفصيلة اللامينارية.